# Jarov (ort i Tjeckien, lat 49,52, long 13,51)
Jarov är en ort i Tjeckien.   Den ligger i regionen Plzeň, i den västra delen av landet, 90 km sydväst om huvudstaden Prag. Jarov ligger 528 meter över havet och antalet invånare är 232.
Terrängen runt Jarov är huvudsakligen platt, men österut är den kuperad. Runt Jarov är det ganska glesbefolkat, med 23 invånare per kvadratkilometer. Närmaste större samhälle är Přeštice, 13,8 km väster om Jarov. Omgivningarna runt Jarov är en mosaik av jordbruksmark och naturlig växtlighet.